# Oxygène: New Master Recording
Oxygène: New Master Recording – album francuskiego twórcy muzyki elektronicznej Jeana-Michela Jarre’a, wydany 26 listopada 2007 roku we Francji i 11 grudnia 2007 w pozostałych krajach z okazji 30. rocznicy ukazania się albumu Oxygène.
Jarre promował album podczas koncertów w Paryżu, wykorzystując stare, analogowe syntezatory. Ponadto muzyk sfilmował swój jubileuszowy występ w Studiach Alfacam w technologii stereoskopowej (3D), który również jest dołączony do albumu. Album jest sprzedawany w 3 wersjach.
W Polsce wydawnictwo uzyskało status złotej płyty.

## Lista utworów

### New Master RecordingCD
1. „Oxygène (Part I)” - 7:39
2. „Oxygène (Part II)” - 7:54
3. „Oxygène (Part III)” - 3:06
4. „Oxygène (Part IV)” - 4:13
5. „Oxygène (Part V)” - 10:11
6. „Oxygène (Part VI)” - 7:05

### Live in Your Living Room2D DVD
Wyłącznie wydanie specjalne
1. „Prelude” (nowy utwór)
2. „Oxygène” (Part I)
3. „Oxygène” (Part II)
4. „Oxygène” (Part III)
5. „Variation” (Part I) (nowy utwór)
6. „Oxygène” (Part IV)
7. „Variation” (Part II) (nowy utwór)
8. „Oxygène” (Part V)
9. „Variation” (Part III) (nowy utwór)
10. „Oxygène” (Part VI)

+ film o powstawaniu albumu

+ prezentacja instrumentów

### Live in Your Living Roomstereoskopowe 3D DVD
Wydanie limitowane (z dwiema parami okularów 3D)
1. „Prelude” (nowy utwór)
2. „Oxygène” (Part I)
3. „Oxygène” (Part II)
4. „Oxygène” (Part III)
5. „Variation” (Part I) (nowy utwór)
6. „Oxygène” (Part IV)
7. „Variation” (Part II) (nowy utwór)
8. „Oxygène” (Part V)
9. „Variation” (Part III) (nowy utwór)
10. „Oxygène” (Part VI)

+ film o powstawaniu albumu

+ prezentacja instrumentów

+ galeria 3D